# Xikrin
Xikrin (Chicrim, Xikri, Uchicrin, Uxikring, Purukarôt; sami sebe nazivaju Put Karôt), ogranak Kayapo Indijanaca porijeklom od skupine s rijeke Rio Pau d'Arco, pritoke Araguaie u Brazilu, koja je poznata kao Porekru "os homens dos pequenos bambus" ili narod maloga bambusa) i koji kreću sjeverno prema rijeci Rio Itacatunas, gdje su se podijelili na 3 skupine Xikrin (Purukarw`yt), Diore ili Djo-re i Kôkôrekre.
Preživjeli Porekry, nazivani i Purukarw`yt ili Putkarôt (Purucarod), danas se sastoje od grupa Xikrin do Bacajá (170) i Xicrin do Cateté (390) u državi Pará na rezervatima Cateté i Trincheira Bacajá, a populacija im iznosi 1.818 (Funasa, 2010). Nakon 1993 osnovali su novo naselje Djudjê-Kô.